# AAA (groupe)
Pour les articles homonymes, voir AAA.
AAA (トリプル・エー「 toripuru・eー」, prononcé « triple A » et signifiant « Attack All Around ») est un groupe japonais formé en 2005 sous le label Avex Trax, composé au départ de cinq hommes et trois femmes. Son premier album intitulé Attack sort le 1er janvier 2006.
Le groupe fait ses débuts aux États-Unis en 2007 à l'Otakon Anime Convention.
Le 11 juin 2007, on annonce que l'une des membres, Yukari Goto, quitte le groupe à cause de problèmes de santé.
Le 22 avril 2019, on annonce que Naoya Urata est sanctionné à la suite d'une agression commise dans un konbini. Il quitte le groupe officiellement le 31 décembre 2019.
À la suite du départ de Naoya Urata, les autres membres du groupe se consacrent sur leurs carrières individuelles.
Le groupe se séparera le 31 décembre 2020.

## Membres
- Takahiro Nishijima (西島隆弘)
- Misako Uno (宇野実彩子)
- Mitsuhiro Hidaka (日高光啓)
- Shinjiro Atae (與真司郎)
- Shuta Sueyoshi (末吉秀太)

Anciens Membres
- Yukari Goto (後藤友香里) (partie le 11 juin 2007)
- Chiaki Ito (伊藤千晃) (partie en mars 2017)
- Naoya Urata (浦田直也) (parti le 31 décembre 2019)

## Discographie

### Albums
Albums originaux
1. Attack (1er janvier 2006)
2. All (1er janvier 2007)
3. Around (19 septembre 2007)
4. depArture (11 février 2009)
5. Heartful (17 février 2010)
6. Buzz Communication (16 février 2011)
7. 777 ~Triple Seven~ (22 août 2012)
8. Eight Wonder (18 septembre 2013)
9. Gold Symphony (1er octobre 2014)
10. AAA 10th Anniversary Best (16 septembre 2015)
11. Way of Glory (22 février 2017)

Compilations
1. Attack All Around (5 mars 2008)
2. #AAABEST (14 septembre 2011)
3. Another side of #AAABEST (21 mars 2012)
4. Ballad Collection (13 mars 2013)
5. AAA 10th Anniversary Best (16 septembre 2015)

Album de reprises
1. CCC -Challenge Cover Collection- (7 février 2007)

Albums de remix
1. Remix Attack (23 mars 2006)
2. AAA Remix ~non-stop all singles~ (4 mars 2009)
3. Driving Mix (25 décembre 2013)

Mini Albums
1. Attack (1er janvier 2006)
2. All/2 (13 septembre 2006)
3. AlohAAA! (en collaboration avec Town & Country) (21 mars 2007)
4. Choice Is Yours (18 juin 2008)
5. "Buzz Communication" Pre-Release Special Mini Album (12 janvier 2011)

### Singles
1. Blood on Fire (14 septembre 2005)
2. Friday Party (5 octobre 2005)
3. Kirei na Sora (きれいな空) (16 novembre 2005)
4. Dragon Fire (7 décembre 2005)
5. Hallelujah (ハレルヤ)  (15 février 2006)
6. Shalala Kibou no Uta (Shalala キボウの歌) (23 mars 2006)
7. Hurricane Riri, Boston Mari (ハリケーン・リリ、ボストン・マリ)  (31 mai 2006)
8. Soul Edge Boy / Kimono Jet Girl (ソウルエッジボーイ / キモノジェットガール)  (12 juillet 2006)
9. Let it beat! (30 août 2006)
10. « Q » (6 septembre 2006)
11. Chewing Gum (チューインガム)  (15 novembre 2006)
12. Black and White (6 décembre 2006)
13. Get Chu! / SHE no Jijitsu (Get チュー! / SHEの事実) (18 avril 2007)
14. Kuchibiru Kara Romantica / That's Right (唇からロマンチカ) (16 mai 2007)
15. Natsumono (夏もの) (18 juillet 2007)
16. Red Soul (19 septembre 2007)
17. Mirage (9 janvier 2008)
18. Beyond ~ Karada no Kanata (BEYOND~カラダノカナタ) (28 mai 2008)
19. Music!!! / ZerØ (27 août 2008)
20. Tabidachi no Uta (旅ダチノウタ) (14 janvier 2009)
21. Break Down / Break your name / Summer Revolution (29 juillet 2009)
22. Hide-away / Hide and Seek / Find you (21 octobre 2009)
23. Heart and Soul (chanson) (27 janvier 2010)
24. Aitai Riyuu / Dream After Dream ~Yume Kara Sameta Yume~ (逢いたい理由 / Dream After Dream ～夢から醒めた夢～) (5 mai 2010)
25. Makenai Kokoro (負けない心) (18 août 2010)
26. Paradise / Endless Fighters (17 novembre 2010)
27. Daiji na Koto (ダイジナコト) (16 février 2011)
28. No cry No more (22 juin 2011)
29. Call / I4U (31 août 2011)
30. Charge ▶ Go! / Lights (16 novembre 2011)
31. Sailing (22 février 2012)
32. Still Love You (16 mai 2012)
33. 777 ~We can sing a song!~ (25 juillet 2012)
34. Niji (虹) (31 octobre 2012)
35. Miss You / Hohoemi no Saku Basho (ほほえみの咲く場所) (23 janvier 2013)
36. Party it up (13 mars 2013)
37. Love Is In The Air (26 juin 2013)
38. Koi Oto to Amazora (恋音と雨空) (4 septembre 2013)
39. Love (26 février 2014)
40. Show Time (26 mars 2014) (AAA Party Fan Club)
41. Wake Up! (2 juillet 2014)
42. Sayonara no Mae ni (さよならの前に) (17 septembre 2014)
43. I'll be there (28 janvier 2015)
44. Lil' Infinity (25 février 2015)
45. Boku no Yuuutsu to Fukigen na Kanojo (ぼくの憂鬱と不機嫌な彼女) (25 mars 2015)
46. Game Over? (29 avril 2015)
47. Ashita no Hikari (アシタノヒカリ) (27 mai 2015)
48. Flavor of kiss (24 juin 2015)
49. Lover (29 juillet 2015)
50. Aishiteru no ni, Aisenai (16 septembre 2015)
51. NEW [2016.06.08]
52. Namida no nai sekai [2016.10.05]
53. MAGIC [2017.02.08]
54. No Way Back [2017.07.05]
55. LIFE [2017.10.18]

Singles Digital
1. Otoko Dakeda to, ...Kou Narimashita! (男だけだと、・・・こうなりました) (28 novembre 2007)
2. Thank you (16 mars 2011)
3. Charge ▶ Go! (2 novembre 2011)
4. Lights -Winter Version- (14 décembre 2011)
5. Wake Up! (19 janvier 2014) (17e opening de l'anime One Piece)
6. HANDs (16 avril 2014)
7. Kaze ni Kaoru Natsu no Kioku (風に薫る夏の記憶) (4 juin 2014)
8. Next Stage (Anime ver.) (Next Stage(アニメver.)) (30 août 2014)

Singles Spécial
1. Climax Jump (AAA DEN-O form) (21 mars 2007)
2. Izayuke Wakataka Gundan 2007 (いざゆけ若鷹軍団2007) (Fukuoka SoftBank Hawks with AAA) (21 mars 2007)

### Photobook
1. AAA artistbook / the first attack (14 septembre 2005)
2. AAA 5th anniversary LIVE Original Photo Book (8 octobre 2010)-(9 janvier 2011)
3. AAA Buzz Comunication Original Photo Book (15 juillet 2011)-(14 octobre 2011)
4. AAA Buzz Comunication Documentary Extra Book (25 novembre 2011)
5. AAA Tour 2012 - 777 - TRIPLE SEVEN Docuementary Book (7 septembre 2012)
6. AAA 7TH ANNIVERSARY BOOK ABC ~ AAA Book Chronicle ~ (14 décembre 2012)
7. AAA ABC (2013)
8. AAA 2013 TOUR BOOK Eighth Wonder (27 février 2014)
9. AAA 2013 TOUR Eighth Wonder PRENIUM BOX (27 mars 2014)
10. AAA-ATTACK ALL AROUND- 10th ANNIVERSARY BOOK (1er juillet 2015)
11. AAA Special Live 2016 in Dome -FANTASTIC OVER-PHOTOBOOK (31 mars 2017)

## Awards
2005
Best Hit Kayousai : Newcomer Award for "Blood on Fire
38th Japan Cable Awards (Nihon Yusen Taisho) : Yusen Music Award for "Blood on Fire"
47th Japan Record Awards : Best New Artist Award for "Blood on Fire"
2006
Best Hit Kayousai: Gold Artist Award for "Hurricane Riri, Boston Mari"
2009
Best Hit Kayousai : Gold Artist Award for "Break Down"
2010
52nd Japan Record Awards : Outstanding Work Award for "Aitai Riyu"
2011
53rd Japan Record Awards : Outstanding Work Award for "Call"
2012
54th Japan Record Awards : Outstanding Work Award for "777 ~We can sing a song!~"
2013
55th Japan Record Awards : Outstanding Work Award for "Koi Oto to Amazora"
2014
56th Japan Record Awards : Outstanding Work Award for "Sayonara No Mae Ni"
2015
57th Japan Record Awards : Outstanding Work Award for "Aishiteru no ni, Aisenai"
2016
58th Japan Record Awards : Outstanding Work Award for "Namida no nai Sekai"